# Star Automobile Company (Ohio)
Star Automobile Company war ein US-amerikanischer Hersteller von Automobilen aus Ohio.

## Unternehmensgeschichte
Das Unternehmen wurde 1902 in Cleveland gegründet. H. H. Hodell war Präsident, J. A. Mathews Vizepräsident und W. A. Dutton Sekretär und Schatzmeister. Außerdem wird H. C. Robinson genannt. Ende 1902 kam Gilbert R. Albaugh als Konstrukteur dazu. Sie begannen mit der Entwicklung eines Automobiles. Im April 1903 war der erste Prototyp fertig. Der Markenname lautete Star. Bis Mitte Sommer 1903 wurden zehn Fahrzeuge verkauft. Im Oktober 1903 wurde bekannt, dass sich die Anteilseigner zurückziehen würden. Bis dahin waren rund 20 Fahrzeuge entstanden.
Harry S. Moore übernahm das Unternehmen. Er überarbeitete das bisherige Modell und präsentierte es im März 1904 auf der Cleveland Automobile Show. Außerdem stellte er Fahrzeuge der Marke Buckboard her. 1904 endete die Produktion.

## Fahrzeuge

### Markenname Star
Ein Einzylinder-Viertaktmotor mit 8,5 PS Leistung war in Fahrzeugmitte montiert. Er trieb über ein Planetengetriebe und eine Kette die Hinterachse an. Das Fahrgestell hatte 193 cm Radstand. Als Aufbauten waren Runabout und Tonneau erhältlich.
1904 wurde die Motorleistung auf 9 PS erhöht, der Radstand auf 188 cm reduziert und weitere Kleinigkeiten geändert. Außerdem wurde der Neupreis von 1250 US-Dollar auf 950 Dollar gesenkt.

### Markenname Buckboard
Das einzige Modell wird als Buckboard beschrieben. In der Werbung wurde es als das billigste Kraftfahrzeug auf dem Markt bezeichnet. Es ähnelte dem Orient Buckboard der Waltham Manufacturing Company.